# Laboratory of Tree-Ring Research
Das Laboratory of Tree-Ring Research (LTRR) ist das weltgrößte Archiv für Dendrochronologie. Es ist der University of Arizona angegliedert.

## Geschichte
Das LTRR entstammt einer Holzprobensammlung des Astronomen Andrew Ellicott Douglass, der vergeblich versuchte, einen Zusammenhang zwischen Sonnenflecken-Zyklen und Baumwachstum zu entdecken. 1937 gründete er das Archiv. Bis 2013 war es in einem provisorischen Gebäude an der Westseite des Arizona-Stadions untergebracht, dann wurde ebenfalls in Tucson das „Bryant Bannister tree ring laboratory“ erbaut, benannt nach einem früheren Direktor.
Heutige Direktoren sind David C. Frank und Steve Leavitt.

## Bestand
Mit Hilfe der Jahresringe von Bäumen wird heute weltweit über Klimaschwankungen geforscht und das Alter von archäologischer Fundstücke bestimmt. Im Fundus des Archivs befinden sich derzeit etwa 750.000 Holzproben, darunter eine einer 5000-jährige Kiefer.